# Scalare
Scalare (Pterophyllum scalare) (også stavet skalare) er en ferskvandsfisk fra tropisk Sydamerika. Det er en smuk og populær akvariefisk som er nem at holde i et opvarmet akvarium. Fisken kan blive op til 15 cm lang, og der er ingen synlige kønsforskelle. Som ung lever den i stimer, men senere danner fisken par og bliver territorial.

## Beskrivelse
Fisken har en flad skiveformet krop med lange ryg og gatfinner. Bugfinnerne er lange og stilkeagtige. Siderne er skinnede sølvfarvede med karakteristiske mørke bånd på tværs. Scalaren er en æglæggende art med yngelpleje. Æggende afsættes på store blade eller sten som forinden renses for alger og belægning. Det tager 2-3 dage at forberede et blad til æg, Han og Hun arbejder sammen om dette, samt jager andre scalarer og evt andre fisk væk fra stedet. Forældrene vogter æggende indtil de er klækket.
Et scalarepar holder sammen han og hun, også selv om der er andre scalarer i samme akvarie. De kan under gode forhold lægge æg hver måned. De passer deres æg i 4 dage, dvs holder andre væk, samt spiser de mugne, den der er mest lyse hvide i farven. De gode nærmest gennemsigtige klækker efter 4 dage. Når ungerne er klækkede vil se leve af blommesækken i yderligere 4 dage, hvorefter de skal have føde, Mest velegnet er levende føde i form at nyklækkede Artemia. Nogle har også held med at opfostre ungerne med tørrede afskallede Artemia. Efter 1 md kan man begynde at tilvænne dem til normalt knust tørfoder.

## Køn
Det er meget svært at se forskel på han og hun, da ændringerne er så små, som de normale fisk har egne mål variationer, vil man være helt sikker skal man holde øje med sit par mens de yngler, den der lægger æg er selvklart hunnen.

## Udbredelse
Fisken stammer fra Sydamerika og forekommer i Ucayali, Solimões, Amazon, Amapá, Rio Oyapock og Essequibo floden. Den findes ofte i oversvømmede områder blandt tæt vegetation.

## Akvariehobby
Scalaren er robust akvariefisk som kan holdes i et opvarmet akvarium. Den kan trives i alm. vandværksvand og stiller ikke store krav til foder. Der skal dog tages hensyn til dens størrelse når der vælges akvarium. Scalaren har været holdt som kulturfisk i årtier og derfor eksisterer et sort antal kulturtyper med andre farver, mønstre og sågar forlængede finner (slørhaler). Mange af kulturtyperne er lige så robuste som normalformen. Scalaren er almindeligvis en fredelig art og kan holdes sammen med andre fisk, som dog ikke må være for små.

## Beslægtede arter
Slægten indeholder to andre arter som kan være vanskelig at skelne fra P. scalare. Det er dog sjældent de er i handlen og de vil typisk sælges for højere priser.
P. altum
P. leopoldi